# Neoloxotaenia luzonicus
Neoloxotaenia luzonicus är en tvåvingeart som först beskrevs av Frey 1923.  Neoloxotaenia luzonicus ingår i släktet Neoloxotaenia och familjen fritflugor.
Artens utbredningsområde är Filippinerna. Inga underarter finns listade i Catalogue of Life.